# Cupid (měsíc)
Cupid je vnitřní měsíc planety Uran. Své jméno nese podle jedné z postav z díla Williama Shakespeara.
Je nejmenší z vnitřních Uranových měsíců, od planety je vzdálen 74 392 kilometrů. Jeho průměr je okolo 18 kilometrů a hmotnost cca ~3,8×1015 kg. Jeho oběžná dráha je vzdálená pouhých 863 km od většího měsíce Belinda.
Byl objeven Markem Showalterem a Jackem Lissauerem v roce 2003 za použití Hubbleova vesmírného teleskopu.